# Morti nel 1842
| Questa pagina contiene informazioni ricavate automaticamente dalle voci biografiche con l'ausilio del template Bio e di un bot. L'aggiornamento è periodico e automatico e ricostruisce completamente la pagina. Se manca una persona in questa lista, sei pregato di non aggiungerla, ma accertati piuttosto che la sua voce biografica contenga il template Bio e che i dati anagrafici siano correttamente compilati. Se il template Bio manca, inseriscilo tu stesso o, in alternativa, metti l'avviso {{tmp\|Bio}} che ne segnala la mancanza. Se i dati riportati sono sbagliati, correggi direttamente la voce biografica; le modifiche saranno visibili in questa lista entro pochi giorni. Per chiarimenti vedi il progetto biografie. La lista contiene solo le 210 persone che sono citate nell'enciclopedia e per le quali è stato implementato correttamente il template Bio. Pagina aggiornata al 10 ago 2025. |

## Gennaio(16)
- 2 gennaio - Louis Lemoine, generale francese (n. 1764)
- 7 gennaio - Bartolomeo Malacarne, architetto e urbanista italiano (n. 1782)
- 9 gennaio - Alexandre Duval, drammaturgo francese (n. 1767)
- 10 gennaio - Aylmer Bourke Lambert, botanico britannico (n. 1761)
- 10 gennaio - Josias Rowley, ammiraglio e politico inglese (n. 1765)
- 11 gennaio - Emil Osann, fisiologo tedesco (n. 1787)
- 11 gennaio - Paolo Tosio, collezionista d'arte italiano (n. 1775)
- 12 gennaio - Thomas John Anquetil, ufficiale britannico (n. 1784)
- 13 gennaio - Franciszek Borgiasz Mackiewicz, vescovo cattolico polacco (n. 1765)
- 16 gennaio - Thomas Fearnley, pittore norvegese (n. 1802)
- 17 gennaio - Joseph Maria von Fraunberg, arcivescovo cattolico tedesco (n. 1768)
- 19 gennaio - Joseph Jérôme Siméon, politico francese (n. 1749)
- 26 gennaio - Pietro Gay di Quarti, nobile italiano (n. 1768)
- 29 gennaio - Pierre Cambronne, generale francese (n. 1770)
- 29 gennaio - William Vane, I duca di Cleveland, nobile e politico inglese (n. 1766)
- 31 gennaio - Pierre-Joseph Rey, vescovo cattolico italiano (n. 1770)

## Febbraio(12)
- 2 febbraio - Francesco Torti, critico letterario italiano (n. 1763)
- 5 febbraio - Luigi Angeloni, patriota e scrittore italiano
- 7 febbraio - François Bouchot, pittore e incisore francese (n. 1800)
- 11 febbraio - Gottlob Friedrich Thormeyer, architetto tedesco (n. 1775)
- 12 febbraio - Aimé Guillon, abate, letterato e bibliotecario francese (n. 1758)
- 13 febbraio - Erminia d'Asburgo-Lorena, principessa austriaca (n. 1817)
- 15 febbraio - Archibald Menzies, chirurgo e naturalista scozzese (n. 1754)
- 15 febbraio - Carlo Andrea Pozzo di Borgo, diplomatico e politico italiano (n. 1764)
- 15 febbraio - Ekaterina Vasil'evna Torsukova, nobildonna russa (n. 1772)
- 15 febbraio - Nicolas Viton de Saint-Allais, genealogista e araldista francese (n. 1773)
- 16 febbraio - Johann Nepomuk Schaller, scultore austriaco (n. 1777)
- 21 febbraio - Wojciech Żywny, pianista e insegnante polacco (n. 1756)

## Marzo(23)
- 1º marzo - Albin Roberts Burt, pittore e miniaturista inglese (n. 1783)
- 1º marzo - Francis Seymour-Conway, III marchese di Hertford, politico britannico (n. 1777)
- 2 marzo - Antoine-Guillaume Rampon, militare francese (n. 1759)
- 3 marzo - Paolo Caronni, incisore italiano (n. 1779)
- 4 marzo - James Forten, imprenditore statunitense (n. 1766)
- 6 marzo - Arnold Hermann Ludwig Heeren, storico e filologo tedesco (n. 1760)
- 6 marzo - Constanze Weber, tedesca (n. 1762)
- 7 marzo - Eusebio Bardají Azara, politico e diplomatico spagnolo (n. 1776)
- 7 marzo - Wiremu Kīngi Maketū, neozelandese
- 7 marzo - Christian Theodor Weinlig, musicista, compositore e insegnante tedesco (n. 1780)
- 7 marzo - Paolo Federico di Meclemburgo-Schwerin, sovrano tedesco (n. 1800)
- 9 marzo - Grace Douglass, attivista statunitense
- 13 marzo - Henry Shrapnel, inventore e generale britannico (n. 1761)
- 15 marzo - Luigi Cherubini, compositore italiano (n. 1760)
- 15 marzo - Pietro Ignazio Marolda, vescovo cattolico e teologo italiano (n. 1770)
- 16 marzo - Maurits Hansen, scrittore e insegnante norvegese (n. 1794)
- 16 marzo - Bernard Howard, XII duca di Norfolk, nobile inglese (n. 1765)
- 19 marzo - Pierre Révoil, pittore francese (n. 1776)
- 20 marzo - George FitzClarence, I conte di Munster, generale inglese (n. 1794)
- 22 marzo - Giuseppe Morozzo Della Rocca, cardinale e arcivescovo cattolico italiano (n. 1758)
- 23 marzo - Stendhal, scrittore e letterato francese (n. 1783)
- 30 marzo - Élisabeth Vigée Le Brun, pittrice francese (n. 1755)
- 31 marzo - Michail Fëdorovič Orlov, diplomatico e militare russo (n. 1788)

## Aprile(17)
- 3 aprile - Anne Nompar de Caumont, nobildonna francese (n. 1753)
- 5 aprile - Shah Shuja Durrani, sovrano afghano (n. 1785)
- 5 aprile - Claudio Ermanno Ferrari, lessicografo italiano (n. 1767)
- 6 aprile - Johann Anton André, editore e compositore tedesco (n. 1775)
- 11 aprile - Sándor Kőrösi Csoma, filologo, linguista e orientalista ungherese (n. 1784)
- 11 aprile - John England, vescovo cattolico irlandese (n. 1786)
- 13 aprile - William Price Hunt, statunitense (n. 1783)
- 14 aprile - Alejandro María Aguado, banchiere spagnolo (n. 1784)
- 15 aprile - Pietro Fea, pittore italiano (n. 1771)
- 17 aprile - André Dutertre, pittore e disegnatore francese (n. 1753)
- 20 aprile - Bon Adrien Jeannot de Moncey, generale francese (n. 1754)
- 21 aprile - Bertrand Clauzel, generale e politico francese (n. 1773)
- 23 aprile - William George Keith Elphinstone, generale britannico (n. 1782)
- 24 aprile - Jean-Nicolas Bouilly, scrittore, librettista e drammaturgo francese (n. 1763)
- 27 aprile - Andrea Michele Dall'Armi, imprenditore e banchiere italiano (n. 1765)
- 28 aprile - Charles Bell, chirurgo, anatomista e neurologo britannico (n. 1774)
- 30 aprile - Giuseppe Benedetto Cottolengo, presbitero italiano (n. 1786)

## Maggio(17)
- 1º maggio - Peter Custis, naturalista statunitense (n. 1781)
- 2 maggio - Giuseppe Sigismondo Ala Ponzone, collezionista d'arte e botanico italiano (n. 1761)
- 5 maggio - Charlotte Gordon, nobildonna britannica (n. 1768)
- 5 maggio - Théodore Edme Mionnet, numismatico francese (n. 1770)
- 5 maggio - Karl Wilhelm von Toll, generale e nobile russo (n. 1777)
- 7 maggio - Pietro Abbati Marescotti, matematico italiano (n. 1768)
- 7 maggio - Muhammad Ali Shah, sovrano indiano (n. 1746)
- 8 maggio - Jules Dumont d'Urville, ammiraglio e esploratore francese (n. 1790)
- 9 maggio - Karol Kniaziewicz, generale polacco (n. 1762)
- 10 maggio - Amos Eaton, botanico e educatore statunitense (n. 1776)
- 12 maggio - Fortunato Federici, filologo e bibliotecario italiano (n. 1778)
- 15 maggio - Pietro Custodi, storico, letterato e politico italiano (n. 1771)
- 15 maggio - Emmanuel de Las Cases, funzionario e storico francese (n. 1766)
- 15 maggio - Luigi Maroni Biroldi, organaro italiano (n. 1790)
- 18 maggio - Joseph-Jacques Ramée, architetto francese (n. 1764)
- 22 maggio - John Harfield Tredgold, farmacista e filantropo britannico (n. 1798)
- 23 maggio - José de Espronceda, poeta, giornalista e politico spagnolo (n. 1808)

## Giugno(17)
- 2 giugno - Anton Mayer von Heldenfeld, generale austriaco (n. 1764)
- 3 giugno - Pier Vittorio Aldini, archeologo e bibliografo italiano (n. 1773)
- 4 giugno - Georg Friedrich Treitschke, librettista e entomologo tedesco (n. 1776)
- 7 giugno - James Barbour, politico statunitense (n. 1775)
- 9 giugno - Maria Dalle Donne, medica e ginecologa italiana (n. 1778)
- 10 giugno - Felisberto Caldeira Brant, militare e diplomatico brasiliano (n. 1772)
- 11 giugno - Jean-Victor Bertin, pittore francese (n. 1767)
- 12 giugno - Antimo V, arcivescovo ortodosso ottomano (n. 1779)
- 12 giugno - Thomas Arnold, educatore, teologo e storico britannico (n. 1795)
- 17 giugno - Arthur Conolly, esploratore, scrittore e militare inglese (n. 1807)
- 17 giugno - Charles Stoddart, diplomatico e militare inglese (n. 1806)
- 20 giugno - Ignacy Ludwik Pawłowski, arcivescovo cattolico polacco (n. 1776)
- 23 giugno - Francesco Ottaviano Renucci, scrittore, medico e presbitero francese (n. 1767)
- 24 giugno - Jean-Baptiste Prosper Jollois, ingegnere e egittologo francese (n. 1776)
- 25 giugno - Jean Charles Léonard Simonde de Sismondi, economista, letterato e storico svizzero (n. 1773)
- 26 giugno - Samuel Lewis Southard, politico statunitense (n. 1787)
- 30 giugno - Thomas Coke, I conte di Leicester, politico inglese (n. 1754)

## Luglio(9)
- 4 luglio - Luigi Scalabrini, vescovo cattolico italiano (n. 1767)
- 7 luglio - Joseph Kopp, filologo classico tedesco (n. 1788)
- 8 luglio - Louis de Folleville, politico e magistrato francese (n. 1765)
- 13 luglio - Ferdinando Filippo d'Orléans, generale francese (n. 1810)
- 18 luglio - Domenico Simeone Oliva, poeta, letterato e traduttore italiano (n. 1783)
- 19 luglio - Pierre Joseph Pelletier, chimico francese (n. 1788)
- 25 luglio - Dominique-Jean Larrey, medico francese (n. 1766)
- 28 luglio - Clemens Brentano, scrittore, poeta e viaggiatore tedesco (n. 1778)
- 30 luglio - Giuseppe Venceslao del Liechtenstein, presbitero e generale austriaco (n. 1767)

## Agosto(13)
- 3 agosto - Antonio Marsand, presbitero e critico letterario italiano (n. 1765)
- 12 agosto - Damiano Damiani, religioso e organaro italiano (n. 1763)
- 18 agosto - João Domingos Bomtempo, pianista, compositore e pedagogo portoghese (n. 1771)
- 18 agosto - Louis de Freycinet, navigatore e esploratore francese (n. 1779)
- 18 agosto - Ekaterina Zagrjažskaja, nobildonna russa (n. 1779)
- 20 agosto - Hussey Vivian, I barone Vivian, generale britannico (n. 1775)
- 21 agosto - Pasquale Maria Liberatore, giurista e economista italiano (n. 1763)
- 23 agosto - Eugène Buret, filosofo, economista e sociologo francese (n. 1810)
- 23 agosto - Raimondo Sammartino Ramondetto, nobile e politico italiano
- 24 agosto - Ryūtei Tanehiko, scrittore giapponese (n. 1783)
- 24 agosto - Leona Vicario, rivoluzionaria messicana (n. 1779)
- 28 agosto - Peter Fendi, pittore e illustratore austriaco (n. 1796)
- 29 agosto - Tommaso Zonza, militare italiano (n. 1757)

## Settembre(10)
- 1º settembre - Anton Friedrich Mittrowsky von Mittrowitz und Nemischl, politico e nobile boemo (n. 1770)
- 1º settembre - Edward Somerset, generale britannico (n. 1776)
- 10 settembre - Antonio Gandini, compositore italiano (n. 1786)
- 10 settembre - Letitia Tyler, first lady statunitense (n. 1790)
- 11 settembre - Aleksandra Petrovna Protasova, nobildonna russa (n. 1774)
- 15 settembre - Pierre Baillot, violinista e compositore francese (n. 1771)
- 15 settembre - Francisco Morazán, militare e politico honduregno (n. 1792)
- 21 settembre - James Ivory, matematico e astronomo scozzese (n. 1765)
- 26 settembre - Richard Wellesley, I marchese Wellesley, nobile, militare e politico britannico (n. 1760)
- 29 settembre - Domenico Rossetti De Scander, geografo, letterato e avvocato austriaco (n. 1774)

## Ottobre(14)
- 2 ottobre - William Ellery Channing, teologo statunitense (n. 1780)
- 3 ottobre - Vicente Emparán, generale spagnolo (n. 1747)
- 4 ottobre - Galbraith Lowry Cole, generale e politico britannico (n. 1772)
- 8 ottobre - Christoph Ernst Friedrich Weyse, compositore e organista danese (n. 1774)
- 11 ottobre - Anna Aleksandrovna Bagrationi, principessa georgiana (n. 1763)
- 11 ottobre - Wilibald Swibert Joseph Gottlieb von Besser, botanico austriaco (n. 1784)
- 11 ottobre - Joseph Desha, politico statunitense (n. 1768)
- 12 ottobre - Anton Gundakar von Starhemberg, militare e nobile austriaco (n. 1776)
- 23 ottobre - Domenico Corti, architetto italiano (n. 1783)
- 24 ottobre - György Carabelli, odontoiatra ungherese (n. 1787)
- 24 ottobre - Ferdinando Caronesi, architetto italiano (n. 1794)
- 24 ottobre - Bernardo O'Higgins, generale e politico cileno (n. 1778)
- 28 ottobre - Luigi Ornato, letterato, filosofo e patriota italiano (n. 1787)
- 30 ottobre - Allan Cunningham, scrittore e giornalista scozzese (n. 1784)

## Novembre(13)
- 1º novembre - Giambattista Manfredi, funzionario e presbitero italiano (n. 1758)
- 4 novembre - Antonio Provolo, presbitero e educatore italiano (n. 1801)
- 6 novembre - Franz Jaschke, pittore austriaco (n. 1775)
- 7 novembre - Agostino Rivarola, cardinale italiano (n. 1758)
- 12 novembre - Carlo Bini, scrittore, patriota e traduttore italiano (n. 1806)
- 12 novembre - Orazio Delfico, naturalista, botanico e chimico italiano (n. 1769)
- 17 novembre - Luigi Capotorti, compositore e violinista italiano (n. 1767)
- 17 novembre - John Varley, pittore e astrologo britannico (n. 1778)
- 19 novembre - Niccolò Bettoni, editore e tipografo italiano (n. 1770)
- 21 novembre - Nicolas Clément, medico e chimico francese (n. 1779)
- 22 novembre - Pieter-Frans De Noter, pittore belga (n. 1779)
- 24 novembre - Michele Palmieri, vescovo cattolico italiano (n. 1757)
- 26 novembre - Robert Smith, politico statunitense (n. 1757)

## Dicembre(14)
- 2 dicembre - Giacomo Gotifredo Ferrari, compositore italiano (n. 1763)
- 5 dicembre - Auguste Vestris, ballerino francese (n. 1760)
- 10 dicembre - Rowland Hill, I visconte Hill, generale e nobile britannico (n. 1772)
- 11 dicembre - Victor Chauvet, poeta e drammaturgo francese (n. 1788)
- 14 dicembre - Alessandro de Rege di Gifflenga, generale italiano (n. 1774)
- 16 dicembre - Johann Friedrich Rochlitz, scrittore e critico musicale tedesco (n. 1769)
- 17 dicembre - Francesco Ricciardi, giurista, avvocato e politico italiano (n. 1758)
- 18 dicembre - Giuseppe Frank, medico e patologo tedesco (n. 1771)
- 18 dicembre - Giuseppina Negrelli, italiana (n. 1790)
- 18 dicembre - Giuseppe Nicolini, compositore italiano (n. 1762)
- 19 dicembre - Filippo Cammarano, commediografo e attore teatrale italiano (n. 1764)
- 20 dicembre - John Dubois, vescovo cattolico francese (n. 1764)
- 20 dicembre - Zeynifelek Hanim, principessa abcasa (n. 1824)
- 28 dicembre - Pasquale Sogner, compositore italiano (n. 1793)

## Senza giorno specificato(35)
- Friedrich Ludwig Aemilius Abel, violinista tedesco (n. 1770)
- Antimo III di Costantinopoli, arcivescovo ortodosso greco (n. 1762)
- Giovanni Battista Balestra, incisore italiano (n. 1774)
- John Banim, scrittore, poeta e drammaturgo irlandese (n. 1798)
- John Bellenden Ker Gawler, botanico britannico (n. 1764)
- Henrik Anker Bjerregaard, poeta norvegese (n. 1792)
- Pietro Bonci Casuccini, archeologo italiano (n. 1757)
- Antonio Brunelli II, organaro italiano
- Peter Oluf Brøndsted, archeologo danese (n. 1780)
- Raimondo Butera, pittore italiano (n. 1786)
- Viaro Capodistria, politico e patriota greco (n. 1774)
- Gilles-François Closson, pittore belga (n. 1796)
- Pëtr L'vovič Davydov, ufficiale russo (n. 1777)
- Fanny Eckerlin, mezzosoprano italiano (n. 1802)
- John Leslie Foster, politico irlandese (n. 1781)
- Ignazio Fumagalli, pittore e incisore italiano (n. 1778)
- Nikolaj Sergeevič Gagarin, nobile e politico russo (n. 1784)
- Vincenzo Gallina, patriota italiano (n. 1795)
- Joseph-Marie de Gérando, filosofo francese (n. 1772)
- Wilhelm Gesenius, orientalista tedesco (n. 1786)
- Bartolomeo Giuliari, architetto italiano (n. 1761)
- Heinrich Emanuel Grabowski, botanico polacco (n. 1792)
- Ferdinand Hartmann, pittore tedesco (n. 1774)
- Théodore-Simon Jouffroy, filosofo francese (n. 1796)
- Kamran Shah Durrani, militare afghano (n. 1789)
- Aleksej Vasil'evič Kol'cov, poeta russo (n. 1809)
- Giovanni Marenigh, tipografo e editore italiano
- Nadira, poetessa uzbeka (n. 1792)
- William Ouseley, iranista e diplomatico britannico (n. 1767)
- Carlo Pallio di Rinco, militare italiano (n. 1782)
- Robert Ker Porter, diplomatico, viaggiatore e pittore scozzese (n. 1777)
- Joseph Renzler, pittore italiano (n. 1770)
- Francesco Gennaro Roero, generale e politico italiano (n. 1758)
- Giacomo Savini, pittore e decoratore italiano
- Marc-René de Voyer de Paulmy d'Argenson, politico francese (n. 1771)